# المسيحية في مايوت

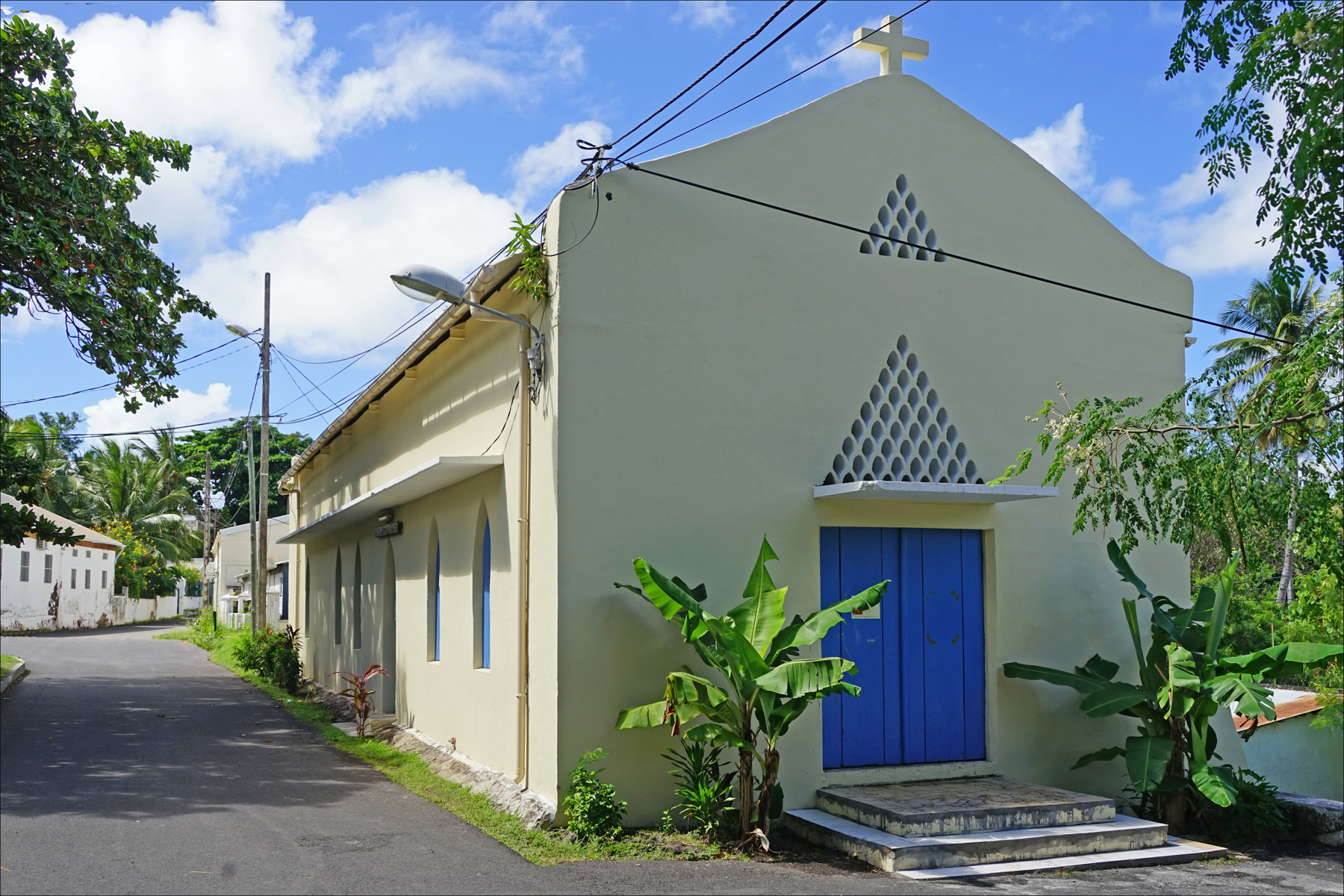
كنيسة القديس ميشيل الكاثوليكيَّة في بلدة دزاودزي.

المسيحية هي ثاني أكثر الأديان انتشاراً في جزيرة مايوت بعد الإسلام، ويشكل أتباع الديانة المسيحية حوالي 3% من مجمل السكان في مايوت أي حوالي سبعة الآف نسمة؛ في حين وفقاً لتقديرات كتاب بريتانيكا عام 2013 قُدرت أعداد المسيحيين بحوالي خمسة الآف نسمة. ومايوت هي جزيرة تقع في المحيط الهندي تابعة لفرنسا، وهي جزء من أرخبيل جزر القمر تقع في الطرف الشمالي من القنال الفاصل بين موزمبيق ومدغشقر. يتبع معظم المسيحيين في الجزيرة المذهب الروماني الكاثوليكي ويتعبون إدارياً للنيابة الرسوليَّة لأرخبيل جزر القمر، والتي تغطي كل من جزر القمر ومايوت، ويقع مقرها في مدينة موروني. يذكر أنَّ النيابة تأسست في 5 يونيو من عام 1975، حيث أنشأ الكرسي الرسولي إدارة رسولية لجزر القمر، وفي 1 مايو من عام 2010، تمت ترقية الإدارة في مقام نيابة رسولية.
وقعت جزيرة مايوت تحت الحماية الفرنسية في عام 1886، وكونها من مقاطعات وأقاليم ما وراء البحار الفرنسية فهي تعتمد القوانين الفرنسية مثل فصل الدين عن الدولة، وعلى الرغم علاقاتها القوية مع فرنسا، وانتشار اللغة الفرنسية فيها، الا أنَّ معظم سكانها من المسلمين السُنّة. والمواطنين المسيحيين هم في الغالب من المجتمع المحلي الكاثوليكي ذوي الأصول الفرنسيََة، إلى جانب أقلية بروتستانتية من الشعب الملغاشي، ومنذ عام 1980 أصبح لشهود يهوه طائفة محليّة. بالإضافة إلى المجتمع المحلي يعيش في الجزيرة أعداد من المسيحيين العمّال المغتربين القادمين من دولة مدغشقر. وأصبحت هذه الأسر التي استوطنت الجزيرة، وهم مواطنين مسيحيين وفرنسيين، تشكل فيما بعد نخبة صغيرة ولكنها مؤثرة، في غياب الأرستقراطية المحليَّة. وبدأت هذه النخبة الصغيرة بالانتقال إلى السلطة مع ظهور الفرص، وقد سمح وضعهم «كغرباء» في الجزيرة بتولي القيادة في السلطة. علماً أن أعدادهم بقيت محدودة ولم تشكل أغلبية سكانية.